# 两坪乡
两坪乡，是中华人民共和国重庆市巫山县下辖的一个乡镇级行政单位。

## 行政区划
两坪乡下辖以下地区：
周家村、溪沟村、金线村、望霞村、青峰村、向鸭村、同心村、石龙村、华家村、仙桥村和朝元村。